# Seututie 568
Pour les articles homonymes, voir Route 568.
La route régionale 568 (finnois : Seututie 568) est une route régionale allant de Tuusniemi jusqu'à Räsälänkylä à Tuusniemi en Finlande,,.

## Présentation
La seututie 568 est une route régionale de Savonie du Nord dans la municipalité de Tuusniemi. 
La route 568 commence à quelques kilomètres au nord du village de Tuusniemi, où elle part de  la route nationale 9. 
Après un parcours de 11 kilomètres, elle se termine à proximité du village de Kaavi à Räsälänkylä où elle rejoint la route régionale 566.

## Parcours
- Tuusniemi
- Tuusniemi, village
  - Oravinlahti (7 km)
  - Räsälänkylä (11 km)